# Pitajo d'Orbigny
Ochthoeca oenanthoides
Espèce
Statut de conservation UICN

 LC  : Préoccupation mineure
Le Pitajo d'Orbigny (Ochthoeca oenanthoides) ou Pitajo de d'Orbigny, est une espèce de passereau de la famille des Tyrannidae,.

## Systématique et distribution
Cet oiseau est représenté par deux sous-espèces selon la classification de référence du Congrès ornithologique international (version 9.1, 2019) :
- Ochthoeca oenanthoides polionota Sclater, PL & Salvin, 1870 : Andes du Pérou (vers le nord jusqu'au département de La Libertad et jusqu'à l'ouest de celui de Huánuco) ;
- Ochthoeca oenanthoides oenanthoides (d'Orbigny & Lafresnaye, 1837) : dans les Andes, de la Bolivie à l'extrême nord du Chili et au nord-ouest de l'Argentine[1],[2],[4].